# Amiram Cooper
Pour les articles homonymes, voir Cooper.
Amiram Cooper, né en 1938 à Haifa et mort en 2024 en captivité à Gaza, est un économiste, poète et compositeur israélien. Il est un des fondateurs du Kibboutz Nir Oz. Il est kidnappé, avec son épouse Nurit Cooper, par le Hamas et emmené à Gaza durant le massacre de Nir Oz le 7 octobre 2023. Son épouse est libérée après 17 jours.

## Biographie
Amiram Cooper est né en 1938 à Haifa.
Il arrivé à Nir Oz en 1957. C'est 'un des fondateurs du kibboutz. Il est économiste en chef des colonies de la région Ma'or pendant de nombreuses années.
Amiram Cooper compose des chansons et de la poésie pendant plus de 60 ans.

### Kidnappé par Hamas
Le 7 octobre 2023, Amiram Cooper est kidnappé du Kibboutz Nir Oz par les terroristes du Hamas et emmené à Gaza.
Nurit Cooper est libérée le 23 octobre 2023 avec Yocheved Lifshitz. Selon son témoignage, les terroristes tirent sur la porte d'entrée, faisant sortir de force Nurit Cooper et Amiram Cooper de leur maison.
Amiram Cooper et Nurit Cooper sont détenus dans la même pièce souterraine, avec cinq autres membres du kibboutz. Durant toute la captivité, il est impossible de distinguer le jour de la nuit.
Amiram Cooper souffre d'hypertension artérielle, de problèmes de thyroïde et d'ulcères.
Après plusieurs semaines, on demande à Nili Margalit, elle-même une otage, aussi membre du Kibboutz Nir Oz, infirmière des urgences pédiatriquesà l'hôpital Soroka à Beer-Sheva. d'examiner, dans une autre zone d'un tunnel souterrain, d'autres otages nécessitant des soins médicaux. ce sont: Amiram Cooper, Avraham Munder et Margalit Moses. Elle mesure leur tension artérielle. Celle d'Avraham Munder est très basse, alors elle lui administre une perfusion intraveineuse de liquides. Il y a des diabétiques mais elle raisonne que la glycémie peut être stabilisée en réduisant l'alimentation, ce qui est le cas dans les conditions où elle vit.

### Mort
Tsahal annonce le 3 juin 2024, que 4 otages : Chaim Peri, Yoram Metzger, Nadav Popplewell et Amiram Cooper sont morts en captivité à Gaza.

### Famille
Amram Cooper et Nurit Cooper ont trois enfants et neuf petits-enfants.

## Œuvres
Il écrit 3 livres de poésie et un livre pour enfants.